# Cotton Eye Joe
Cotton Eye Joe ist ein Lied der schwedischen Country-Dance-Band Rednex aus dem Jahre 1994. Es handelt sich um die erste Singleauskopplung ihres Debütalbums Sex & Violins sowie die erste Single der Gruppe überhaupt. Sie wurde von Janne Ericsson, Øban und Pat Reiniz geschrieben und von letzterem produziert. Es basiert auf dem gleichnamigen Folksong aus dem 19. Jahrhundert.

## Musik und Text
Cotton Eye Joe vermischt Elemente der Country-Musik mit den stampfenden Beats des damals populären Dance-Genres. Charakteristisch für das Lied ist sein markantes Fidel-Motiv, welches mehrmals im Song, einmal in einer leichten Variation, wiederholt wird. Der Refrain basiert auf jenem des traditionellen US-amerikanischen Volksliedes Cotton-Eyed Joe aus dem 19. Jahrhundert und wird von Göran Danielsson gesungen, während Mary Joe die Strophen vorträgt. Vor dem zweiten Verse ertönt ein Banjo-Solo; immer wieder sind cartoonartige, mit dem wilden Westen assoziierte Soundeffekte zu hören, wie etwa Schüsse oder Wiehern.
Inhaltlich dreht sich das Lied um die titelgebende Figur Cotton Eye Joe, einen attraktiven Mann, der in eine ihm fremde Stadt einreitet, um dort ein wenig Vergnügen zu finden. Er beginnt zahlreiche Affären mit Frauen, deren Herzen er bricht, während die Männer der Stadt alleine zurückbleiben. Darunter befindet sich ein Mann, dessen Gedanken im Refrain aus der Ego-Perspektive geschildert werden: wäre Cotton Eye Joe nicht gewesen, hätte er schon längst geheiratet.

## Musikvideo
Das Musikvideo vereint wie das Lied selbst Elemente, die klassischerweise mit einem ländlichen Image in Verbindung gebracht werden, und Ästhetiken der zeitgenössischen Clubszene. Schauplatz ist eine mit viel Stroh ausgelegte Scheune, in der eine wilde Feier stattfindet, bei welcher gleichermaßen Merkmale des Squaredance und des Rave vorzufinden sind und auf welcher Rednex die musikalische Begleitung spielt. Die zum Setting passend kostümierten Akteure fallen dabei durch unsauberes, schmuddeliges Auftreten und rüpelhaftes Verhalten auf; in der Szenerie sind außerdem einige Ratten zu sehen. Unter anderem werden diverse, meist humorvolle Holzschilder, ein elektrischer Bulle und der Schädel eines Rindes eingeblendet.

## Kommerzieller Erfolg

### Chartplatzierungen
Cotton Eye Joe war weltweit in vielen Ländern ein großer kommerzieller Erfolg. Unter anderem konnte es die Spitzenposition in Schweden, Deutschland, Österreich, der Schweiz, Belgien, Neuseeland, den Niederlanden, Norwegen und dem Vereinigten Königreich erreichen. Als einziger Song von Rednex konnte sich Cotton Eye Joe auch in den US-amerikanischen Charts positionieren, dort erreichte er Platz 25. In Österreich war das Lied das siebterfolgreichste im Jahr 1994 sowie das zehnterfolgreichste im darauffolgenden Jahr. Auch in der Schweizer Jahreshitparade 1995 landete es auf dem zehnten Platz. In Deutschland wurde die Single mit Doppelplatin für über eine Million verkaufte Einheiten ausgezeichnet, womit Cotton Eye Joe zu den meistverkauften Singles in Deutschland zählt. Rednex waren die ersten Schweden, deren Single für über eine Million verkaufte Einheiten ausgezeichnet wurde. Erst knapp 20 Jahre später im Jahr 2014 wurde mit dem DJ Avicii, dessen Lied Wake Me Up ebenfalls eine Million verkaufte Singles verzeichnen konnte, wieder ein Schwede ausgezeichnet. In Österreich und der Schweiz wurde Cotton Eye Joe mit Platin ausgezeichnet.
| ChartsChartplatzierungen       | Höchstplatzierung | Wochen |
| ------------------------------ | ----------------- | ------ |
| Deutschland (GfK)              | 1 (30 Wo.)        | 30     |
| Österreich (Ö3)                | 1 (26 Wo.)        | 26     |
| Schweden (GLF)                 | 1 (26 Wo.)        | 26     |
| Schweiz (IFPI)                 | 1 (33 Wo.)        | 33     |
| Vereinigte Staaten (Billboard) | 25 (20 Wo.)       | 20     |
| Vereinigtes Königreich (OCC)   | 1 (16 Wo.)        | 16     |

| ChartsJahrescharts (1994)    | Platzierung |
| ---------------------------- | ----------- |
| Deutschland (GfK)            | 4           |
| Österreich (Ö3)              | 7           |
| Vereinigtes Königreich (OCC) | 40          |

| ChartsJahrescharts (1995)    | Platzierung |
| ---------------------------- | ----------- |
| Deutschland (GfK)            | 13          |
| Österreich (Ö3)              | 10          |
| Schweiz (IFPI)               | 10          |
| Vereinigtes Königreich (OCC) | 17          |

### Auszeichnungen für Musikverkäufe
| Land/Region                  | Auszeichnungen für Musikverkäufe (Land/Region, Auszeichnung, Verkäufe) | Verkäufe    |
| ---------------------------- | ---------------------------------------------------------------------- | ----------- |
| Australien (ARIA)            | Gold                                                                   | 35.000      |
| Dänemark (IFPI)              | Platin                                                                 | 90.000      |
| Deutschland (BVMI)           | 2× Platin                                                              | 1.000.000   |
| Europa (IFPI)                | 2× Platin                                                              | (2.000.000) |
| Italien (FIMI)               | Gold                                                                   | 50.000      |
| Neuseeland (RMNZ)            | Platin                                                                 | 10.000      |
| Niederlande (NVPI)           | Gold                                                                   | 50.000      |
| Norwegen (IFPI)              | 2× Platin                                                              | 40.000      |
| Österreich (IFPI)            | Platin                                                                 | 50.000      |
| Schweden (IFPI)              | Platin                                                                 | 50.000      |
| Schweiz (IFPI)               | Platin                                                                 | 50.000      |
| Vereinigte Staaten (RIAA)    | Gold                                                                   | 500.000     |
| Vereinigtes Königreich (BPI) | 2× Platin                                                              | 1.200.000   |
| Insgesamt                    | 4× Gold · 13× Platin ·                                                 | 3.125.000   |